# 19 Samodzielny Batalion Piechoty Zmotoryzowanej (Ukraina)
19 Samodzielny Batalion Piechoty Zmotoryzowanej „Święty Mikołaj” – batalion Wojsk Lądowych Ukrainy, podporządkowany 1 Samodzielnej Brygadzie Pancernej. Jako batalion obrony terytorialnej brał udział w konflikcie na wschodniej Ukrainie. Batalion stacjonuje w obwodzie mikołajowskim.

## Wykorzystanie bojowe
Po zakończeniu szkolenia, jedna z kompanii batalionu wysłana została do ochrony granicy z Naddniestrzem, a druga ochraniała elektrownię pod Krzywym Rogiem. Pod koniec sierpnia batalion trafił na wschód Ukrainy, pod Komysz-Zorię w obwodzie zaporoskim. W dniach 2–4 września batalion został przetransportowany do strefy walk. Od 5 września batalion działał w rejonie bojkiwskim i budował umocnienia na linii rzeki Kalmius. W dniach 2–19 września w strefie walk zginął jeden żołnierz batalionu, sześciu było rannych, a jeden zaginął. 13 września około osiemdziesięciu żołnierzy jednej z batalionowych kompanii samowolnie opuściło miejsce służby. 19 września powrócili oni do Mikołajowa, odmawiając udziału w działaniach wojennych. 13 października w okolicy donieckiego lotniska zniszczono transporter opancerzony batalionu. Poległo w nim czterech żołnierzy. 7 listopada pozycje batalionu zostały ostrzelane z moździerzy. Nie było ofiar śmiertelnych, ale trzech żołnierzy hospitalizowano, a zniszczeniu uległa część sprzętu i zapasów. 1 grudnia batalion powrócił do Mikołajowa.